# Бельдиби
Бельди́би (тур. Beldibi) — курортный городок и муниципалитет в районе Кемер провинции Анталья в Турции на берегу Средиземного моря. Делится на 3 района: Бельдиби-1, Бельдиби-2 и Бельдиби-3.

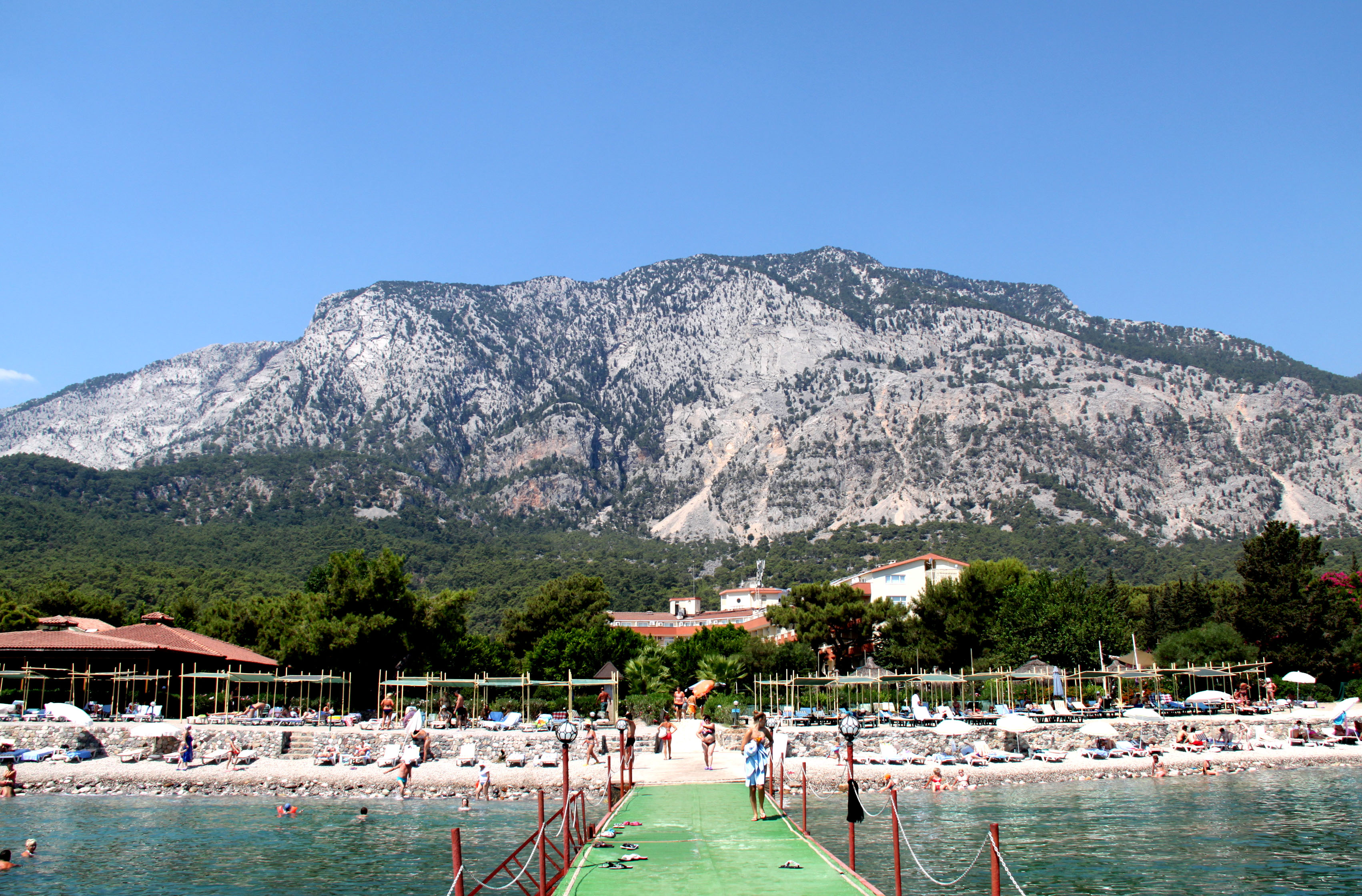
Вид на склоны Тавра с пляжей Бельдиби

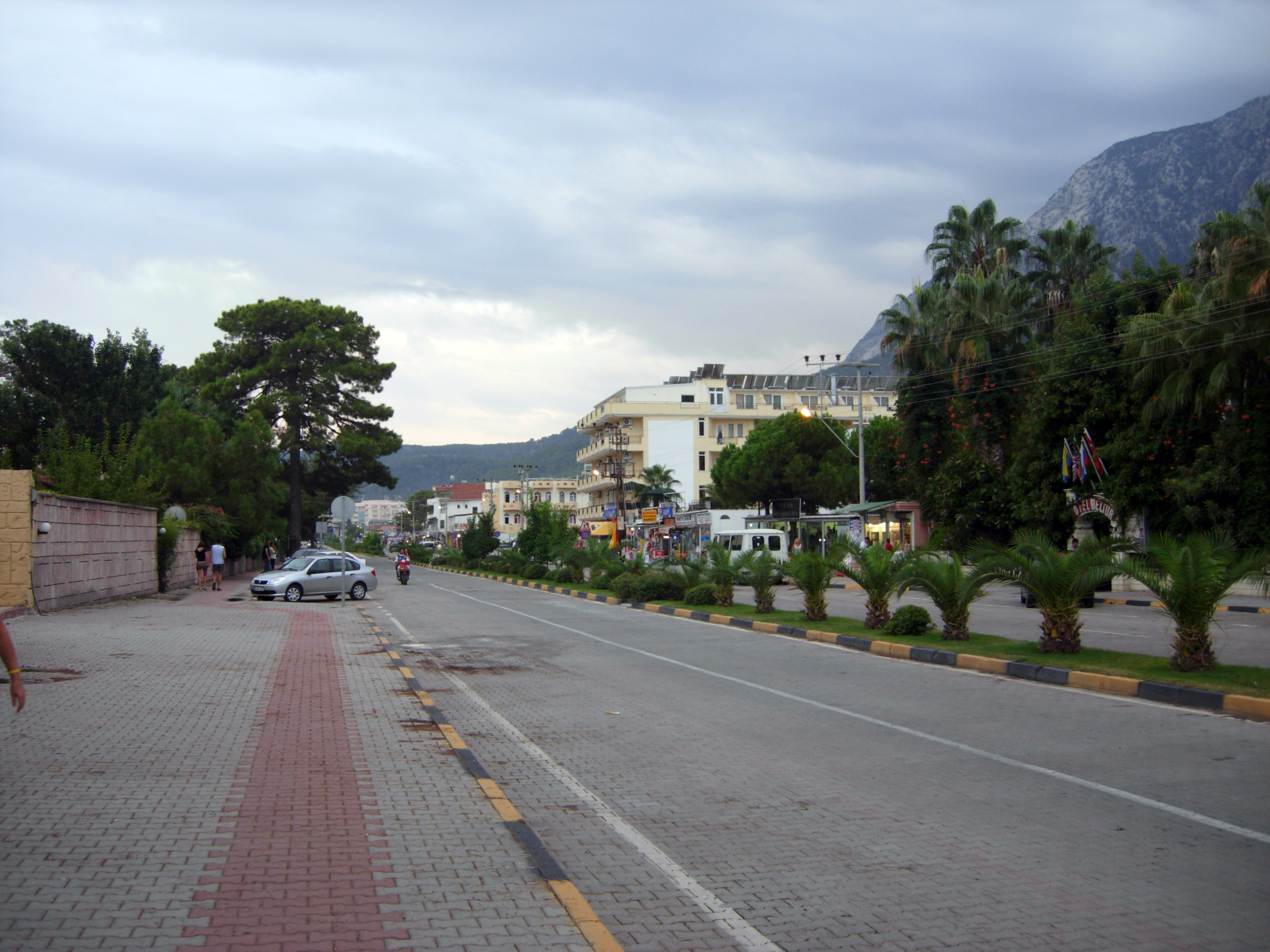
Центральная улица Ататюрка

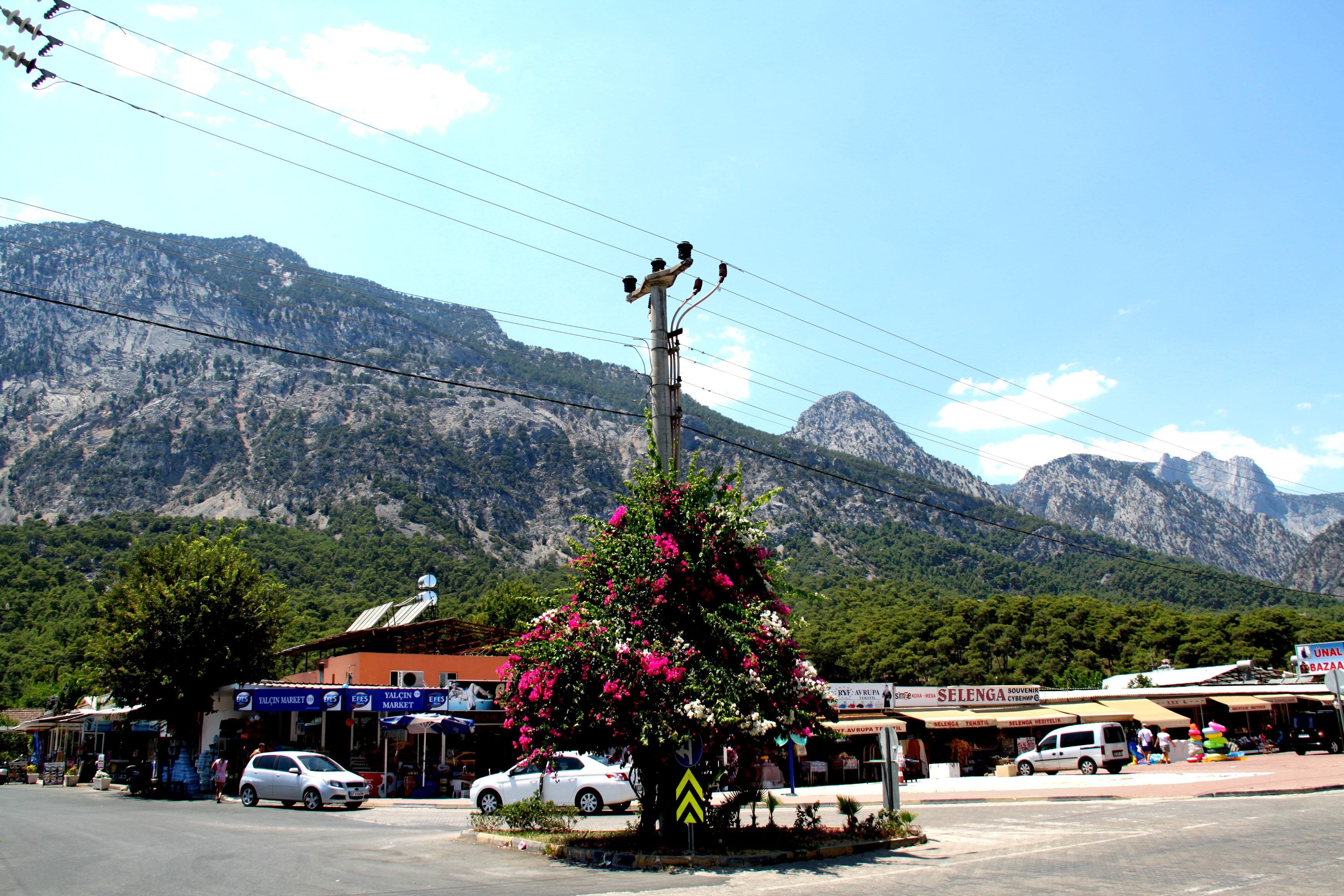
Перекрёсток в Бельдиби

## История Бельдиби
При раскопках 1950—1960 годов были найдены поселения, датируемые первыми веками до нашей эры.
Своё название городок получил от названия небольшой реки Бельдиби, длина которой составляет около 4 км.
Слово «Бельдиби» состоит из двух частей: bel — ‛талия, пояс’ и dibi — ‛дно’. В Турции имеются 6 населённых пунктов с этим названием.
В прошлом — небольшая пастушеская деревушка. Первые отели уровня 3 и 4 звёзд в городе появились во второй половине 1980-х годов. И с тех пор курорт растёт и развивается. С 1990—1995 годов началось активное строительство отелей высшего класса, в то время как некоторые отели в северной части города так и остались недостроенными и сейчас заброшены.

## Расположение
Бельдиби находится к югу от города Анталья, примерно в 25 километрах от её центра. В 39 км от аэропорта Антальи и 17 км от Кемера. Бельдиби расположен в длинной узкой равнине и вытянут вдоль побережья Средиземного моря параллельно склонам Тавра на 7 км. Он представляет собой длинную улицу, вдоль которой построены дома, отели и магазины. Ближе к горным склонам проходит скоростное шоссе Анталья — Кемер.

## Экономика
В Бельдиби в основном было развито животноводство. Сельского хозяйства практически не было ввиду отсутствия пригодной плодородной земли. Сейчас экономика Бельдиби ориентируется на туризм.

## Туризм
Ввиду удачного расположения посёлка в курортном регионе Антальи в Бельдиби процветает туризм благодаря многочисленным отелям, построенным вблизи морского берега вдоль длинной улицы. Магазины торгуют ювелирными украшениями, изделиями из кожи, турецкими сладостями и сувенирами. Помимо мелких магазинчиков на главной улице работает несколько сетевых супермаркетов, принимающих банковские карты. Большая часть населения, участвующего в сфере обслуживания туризма, понимает русский язык.
Берег моря в основном состоит из крупной гальки. Около некоторых отелей на берег привезён мелкий песок, построены пирсы. Пляжи в большинстве представляют собой песок c галькой, а у моря и сам заход в море — камни. Даже при небольшом волнении от песчаного дна поднимается мелкая взвесь, и видимость в воде ухудшается.
Пешеходная набережная (как в Мармарисе, Кемере) вдоль берега моря практически отсутствует, за исключением 700-метровой полосы при небольшом парке на юге города.

## Экология
Главная улица в основном чистая, однако чем дальше от неё — тем больше мусора. За пределами города в ближайшей полосе леса встречаются стихийные свалки. В самом городе легко наткнуться на брошенные проржавевшие автомобили или дома, чьи участки практически превратились в свалку.

## Природа
Гористая местность, покрытая сложно проходимыми сосновыми лесами. В километре от города начинаются горы, до которых можно добраться по высохшему руслу реки Бельдиби. Там же, миновав ущелье, можно подняться на километровую вершину. Тем не менее обычному туристу лучше ограничиться ближайшими сопками, на которые легко найти проложенные дороги. Туристы посещают каньон Гёйнюк с нетронутой природой.
В лесах водятся кабаны и зайцы, чьи следы легко обнаружить.

## Климат
Купальный сезон длится с мая по октябрь.
| Показатель                          | Янв. | Фев. | Март | Апр. | Май | Июнь | Июль | Авг. | Сен. | Окт. | Нояб. | Дек. |
| ----------------------------------- | ---- | ---- | ---- | ---- | --- | ---- | ---- | ---- | ---- | ---- | ----- | ---- |
| Средняя температура, °C             | 14   | 14   | 17   | 21   | 25  | 30   | 33   | 33   | 31   | 26   | 20    | 15   |
| Норма осадков, мм                   | 240  | 170  | 90   | 40   | 30  | 10   | 0    | 0    | 10   | 60   | 110   | 250  |
| Температура воды, °C                | 18   | 17   | 17   | 18   | 20  | 23   | 26   | 27   | 26   | 25   | 23    | 20   |
| Источник: Общие сведения о Бельдиби |      |      |      |      |     |      |      |      |      |      |       |      |

## Транспорт
Проезд из Бельдиби в Кемер или Анталью на маршрутном автобусе — 2—4$. Автобусы регулярно ходят по центральной улице посёлка, однако они почти всегда переполнены. Цены на такси — 20€ в Кемер, 40€ в Анталью, 60€ в аэропорт Антальи.
Прокат автомобилей — от $60 в сутки (с залогом $400), скутера — от $25, велосипеда — $15 в день, или по $2 (в час с залогом $50).
Средняя стоимость автобусного путешествия — около €5/100 км. Средняя стоимость проезда на такси — около €1 евро за километр.

## Галерея

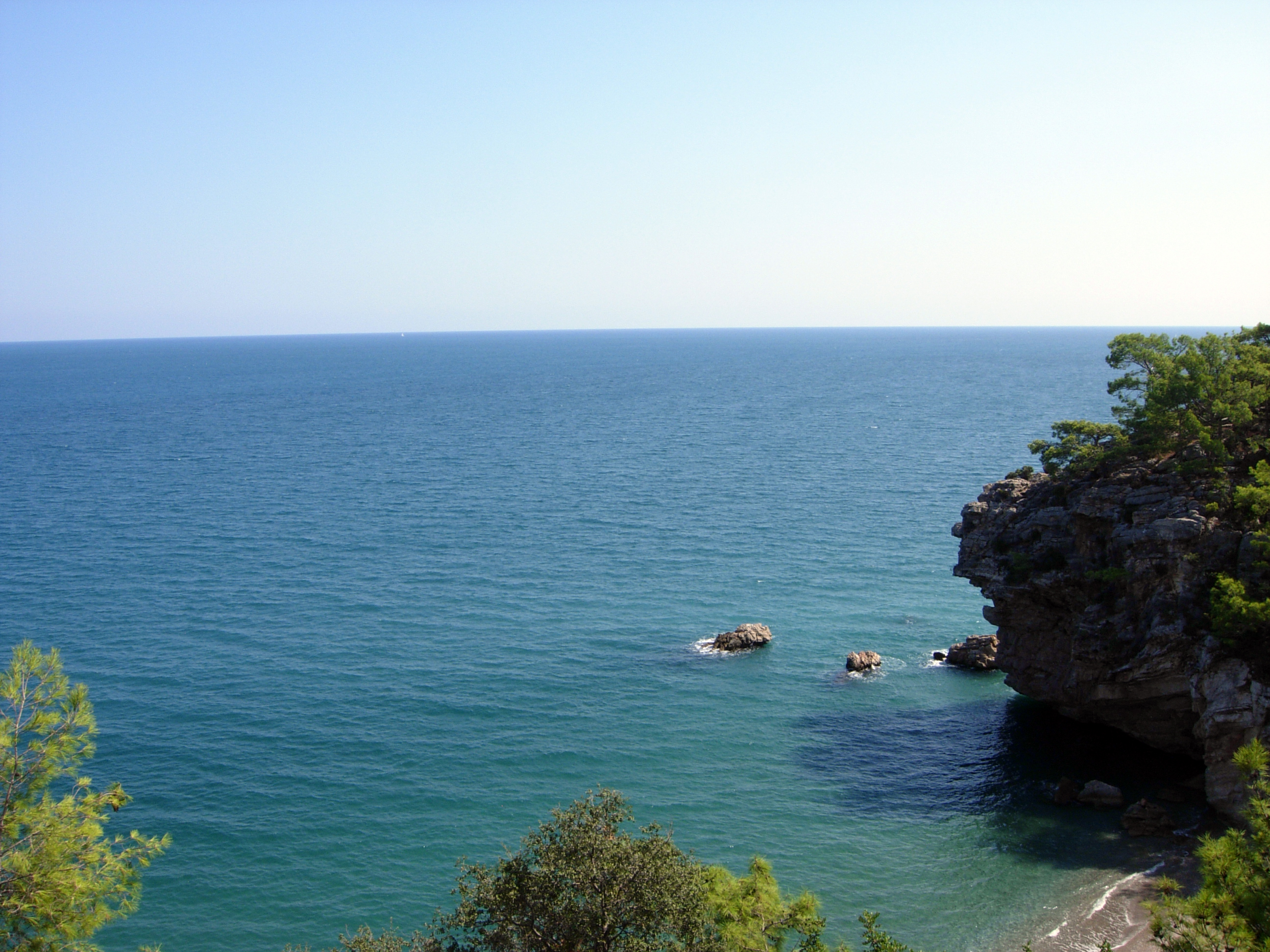
Дикий пляж Бельдиби
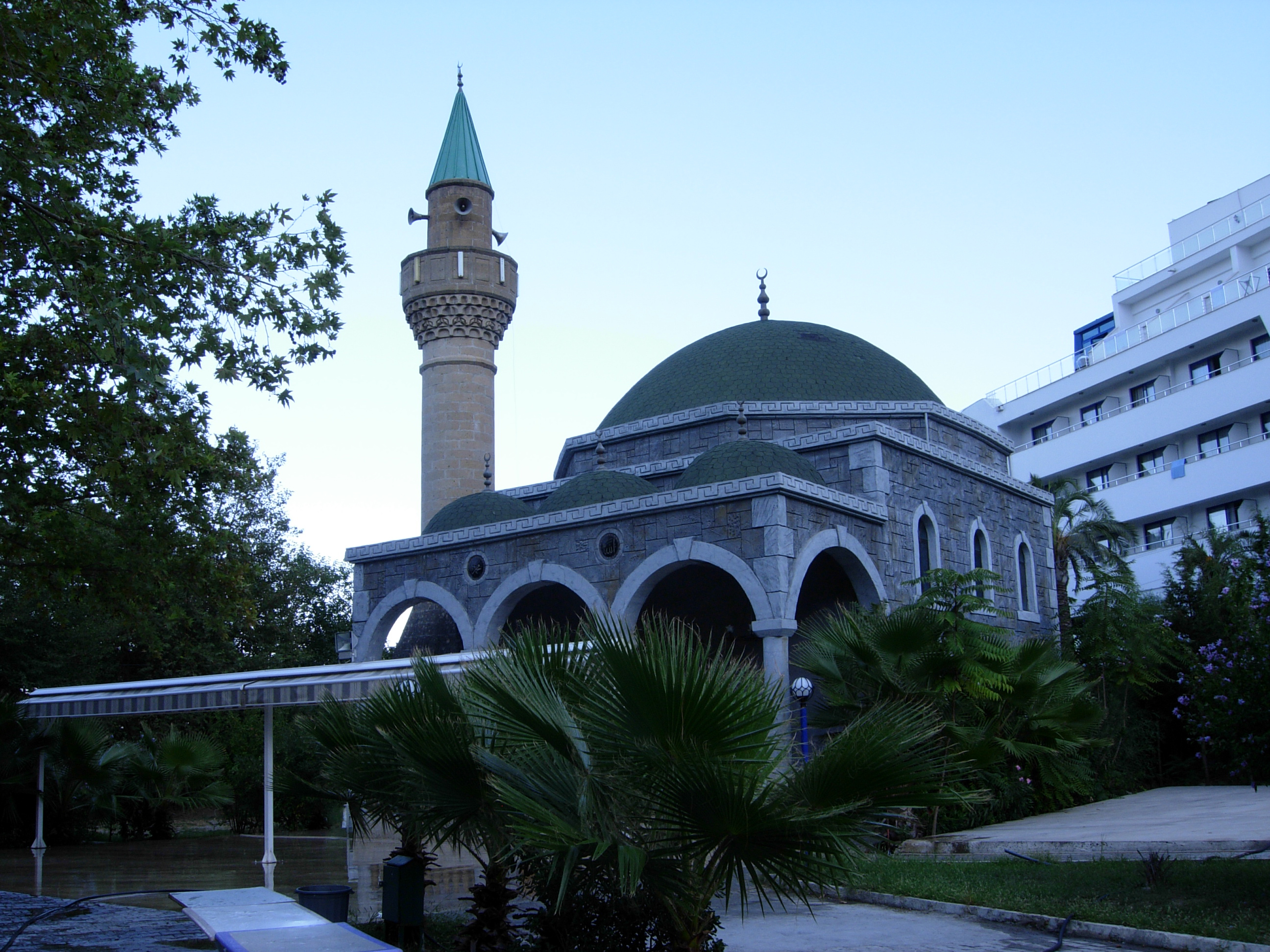
Мечеть в Бельдиби
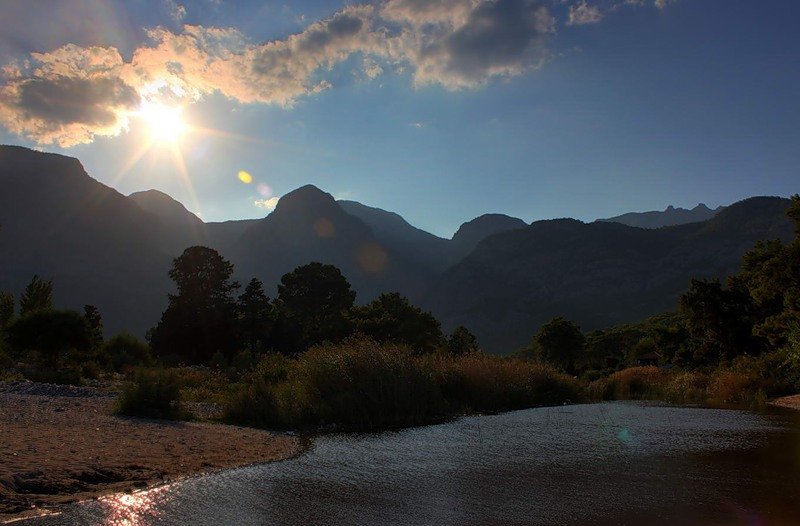
Русло Бельдиби
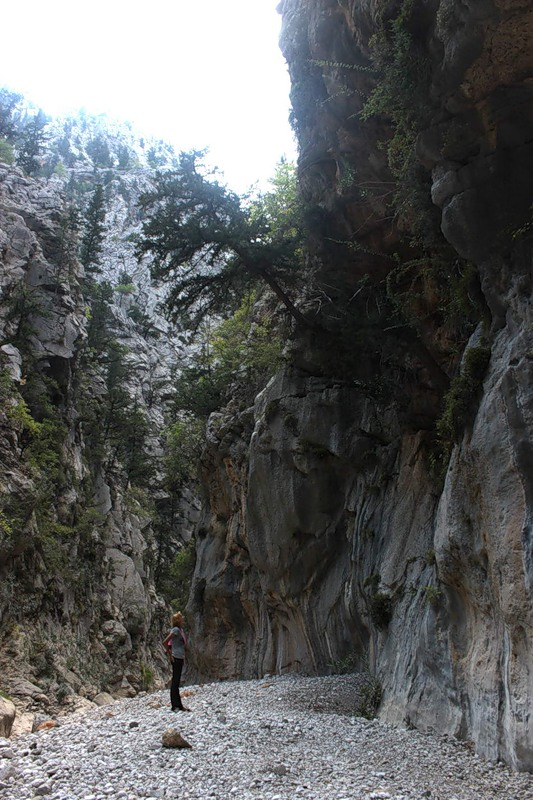
Русло реки в горах
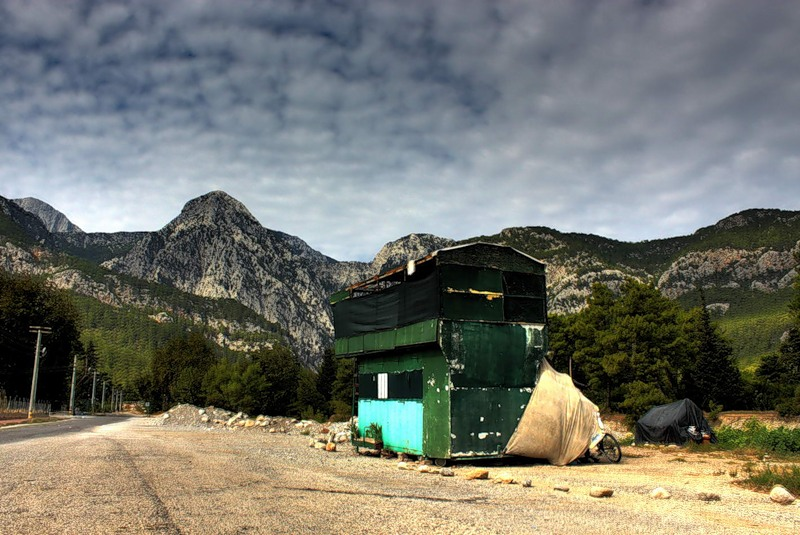
Северная часть Бельдиби
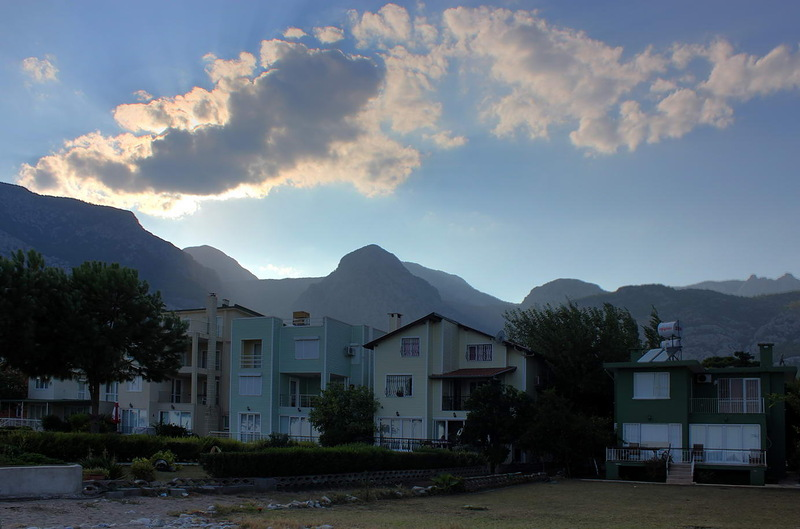
Пляж Бельдиби: Отели
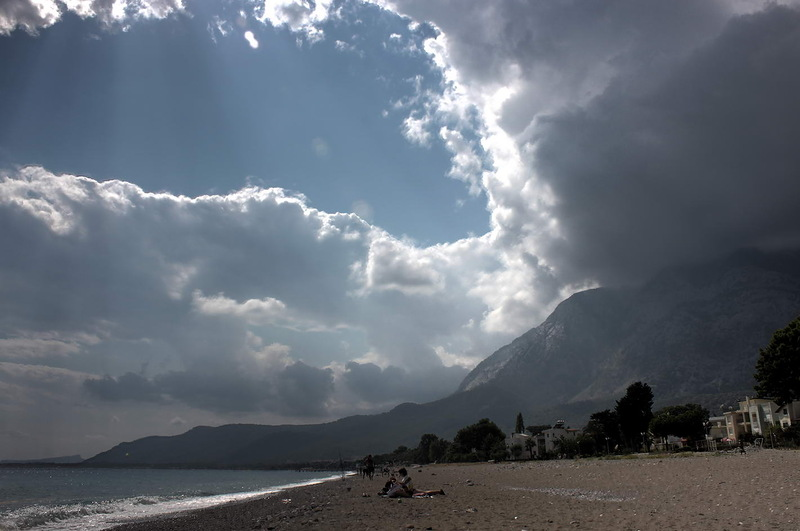
Пляж Бельдиби
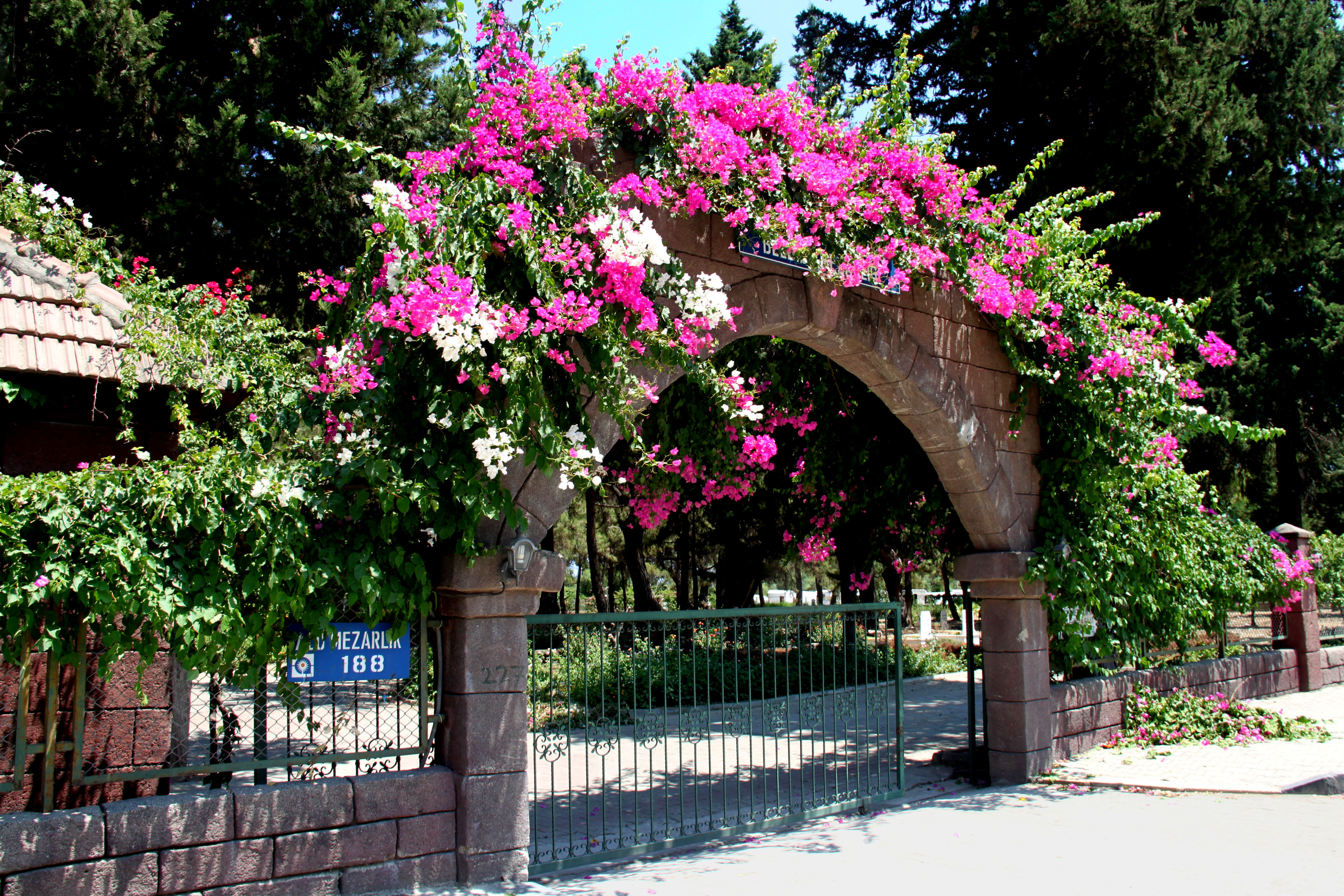
Вход на кладбище
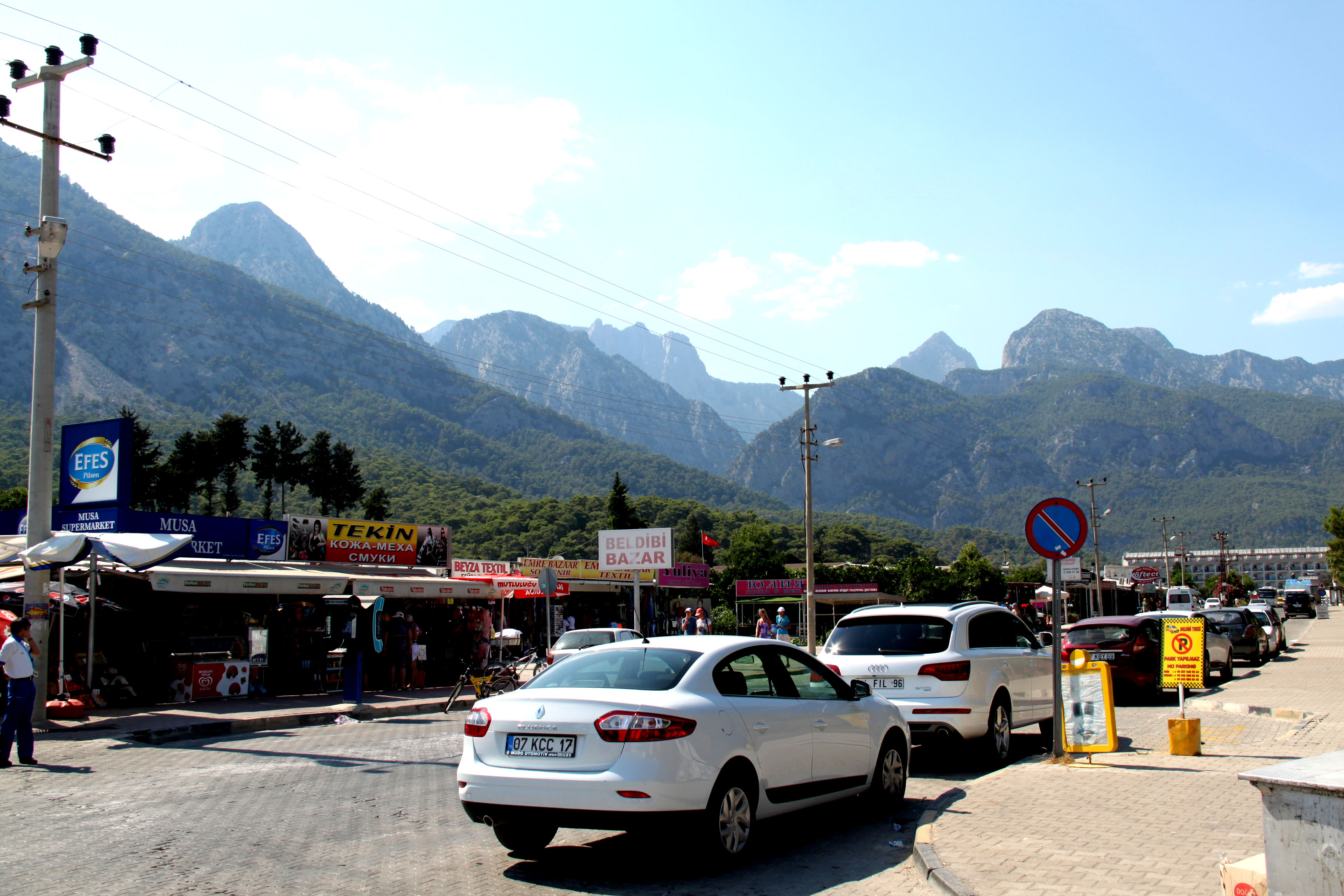
Улица Ататюрка
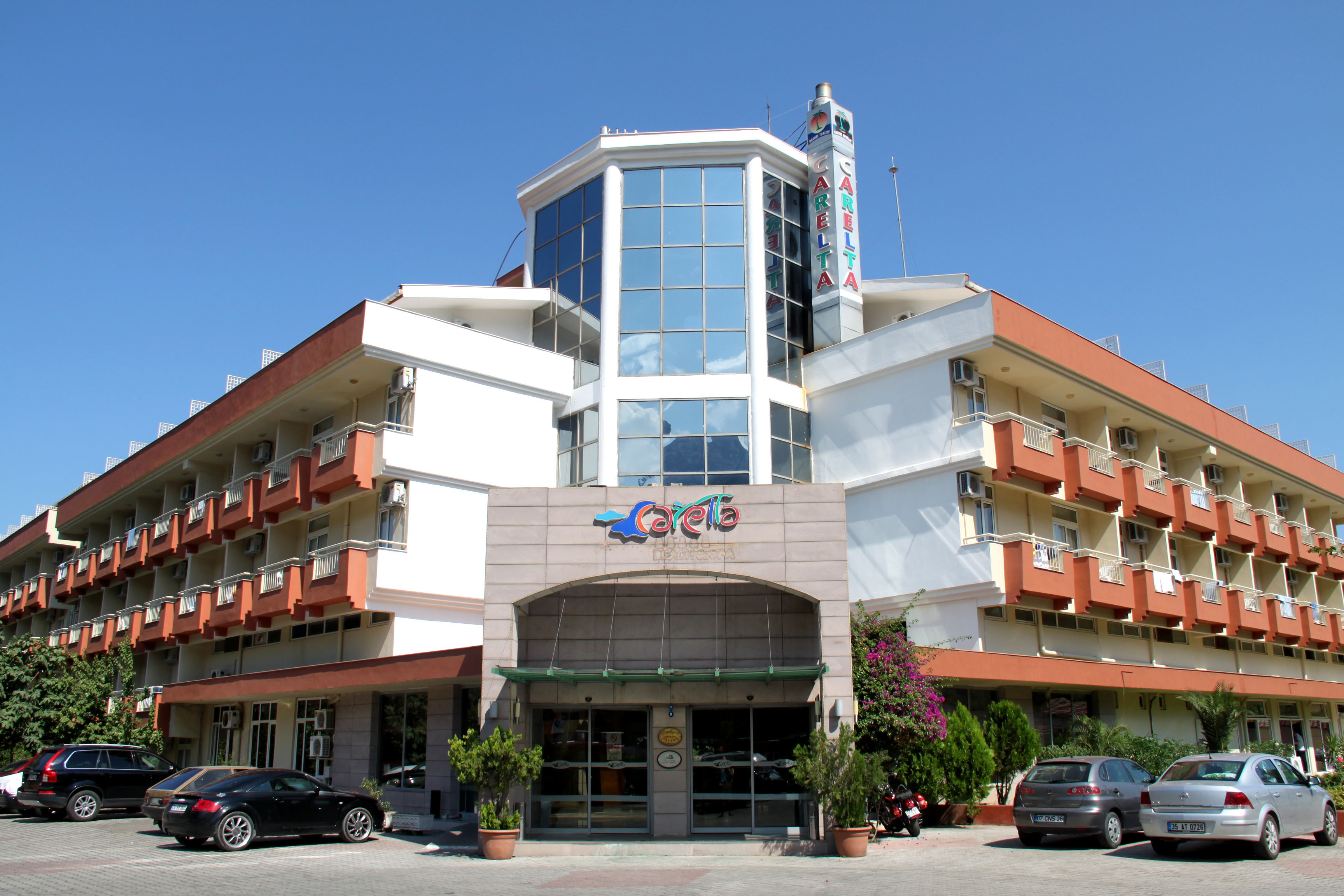
Отель на центральной улице
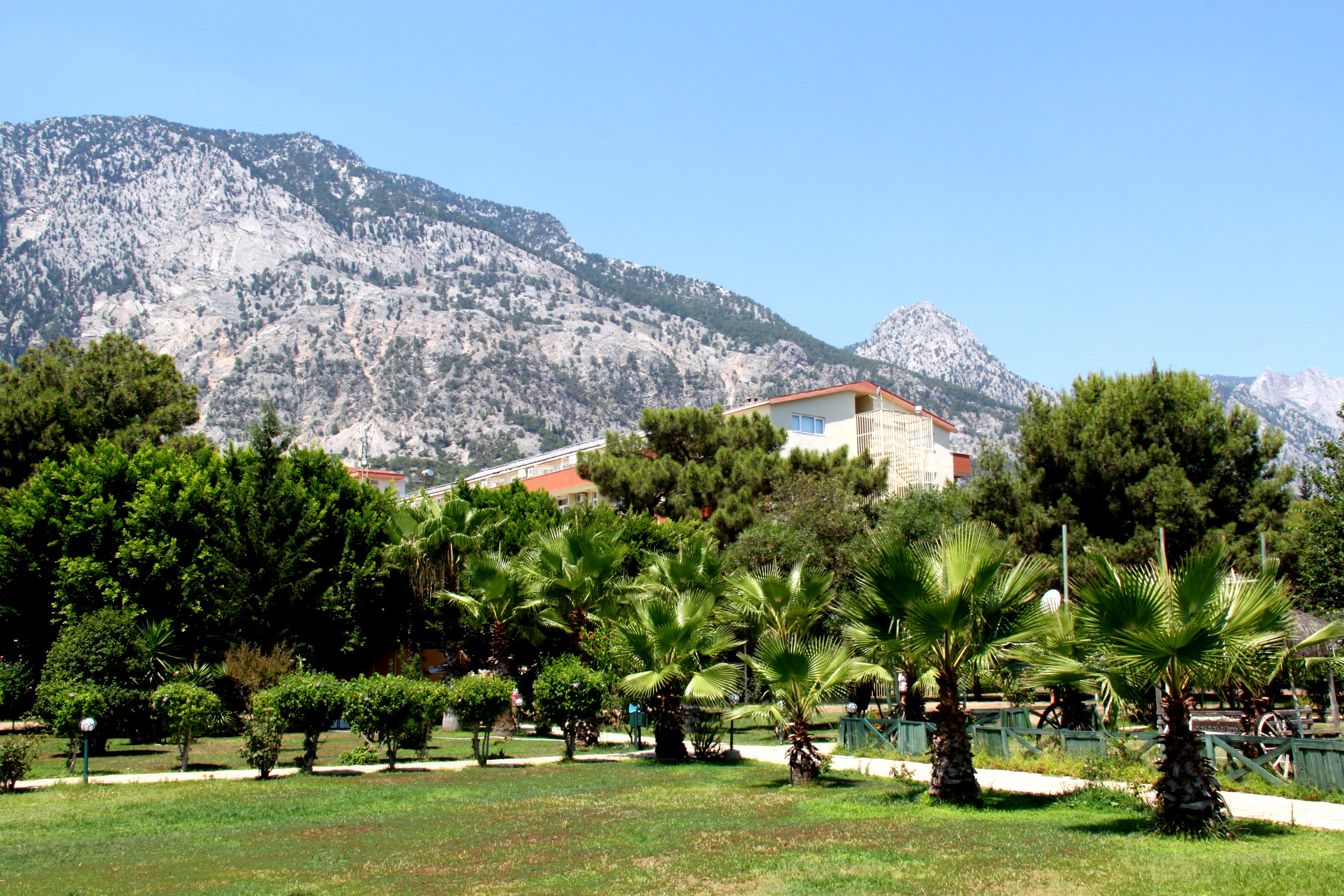
Вид на горы из посёлка
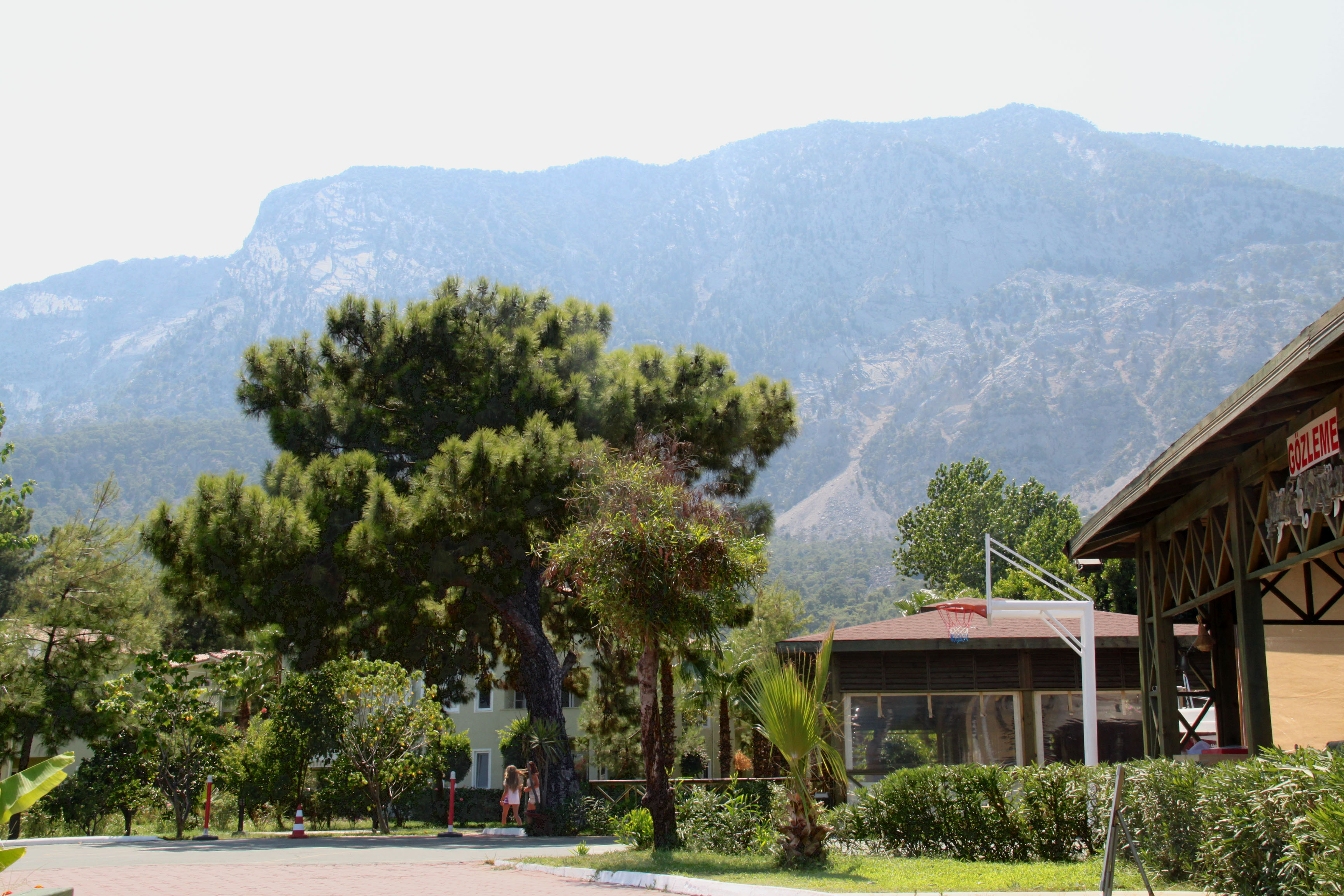
Дорожки в одном из отелей